# Taumako

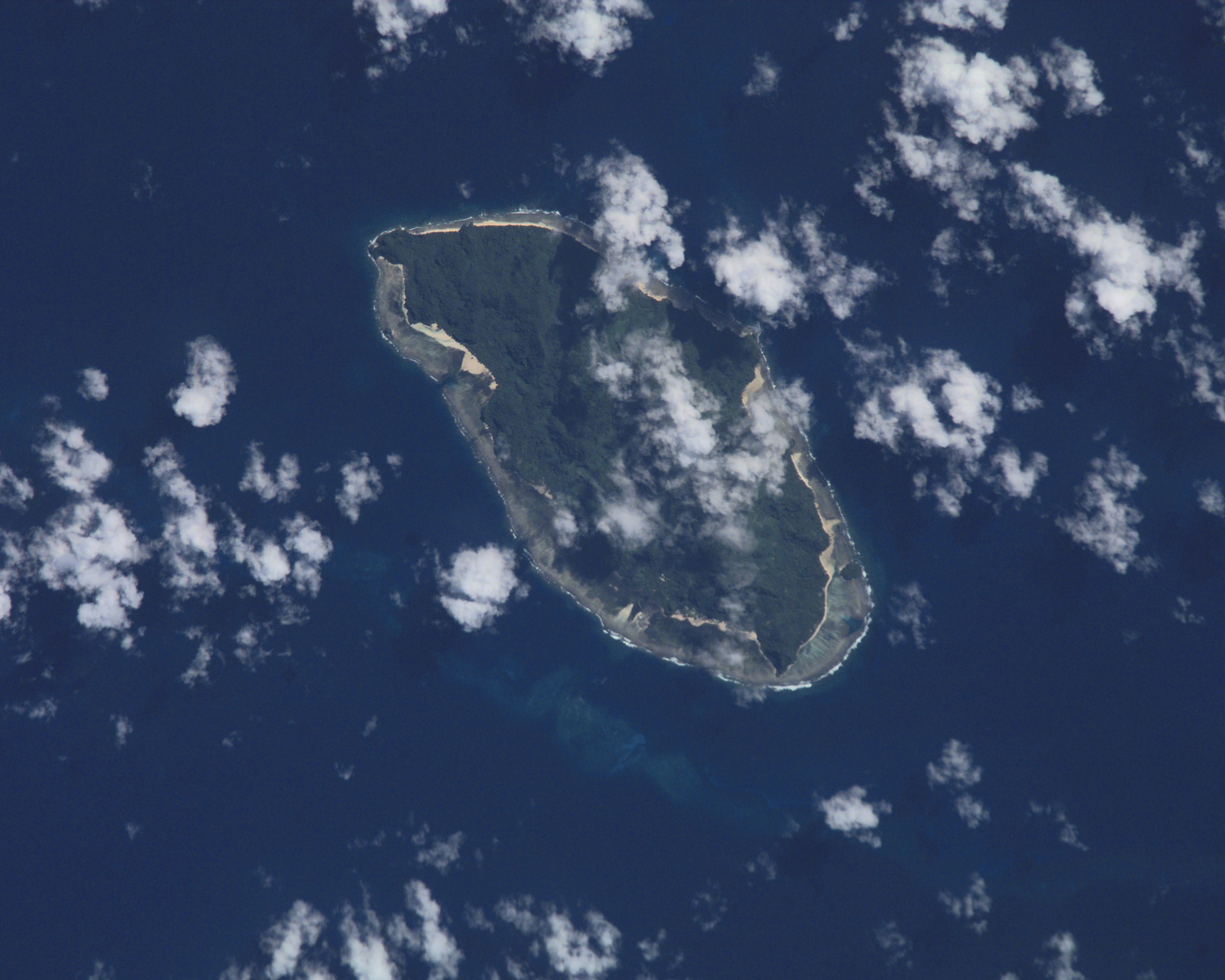

Taumako è la più grande delle Isole Duff, nel gruppo delle Isole Santa Cruz, nelle Isole Salomone.
Alta 400 m e lunga 5,7 km. I suoi abitanti sono circa 500 e sono polinesiani che parlano la lingua vaeakau-taumako.